# Adam Elliot

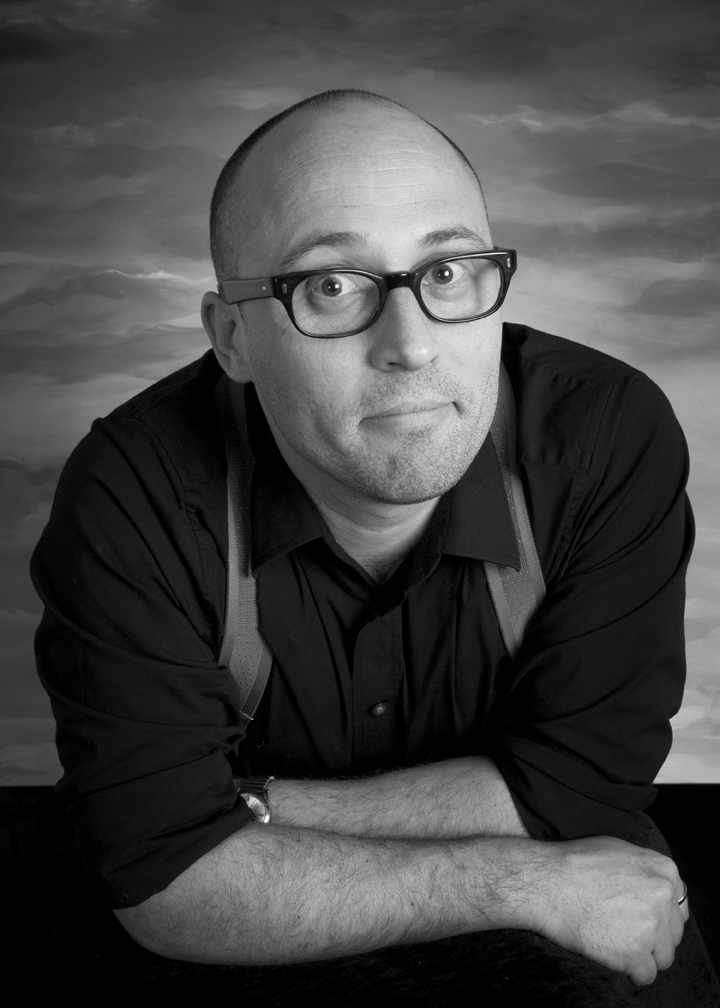
Adam Elliot

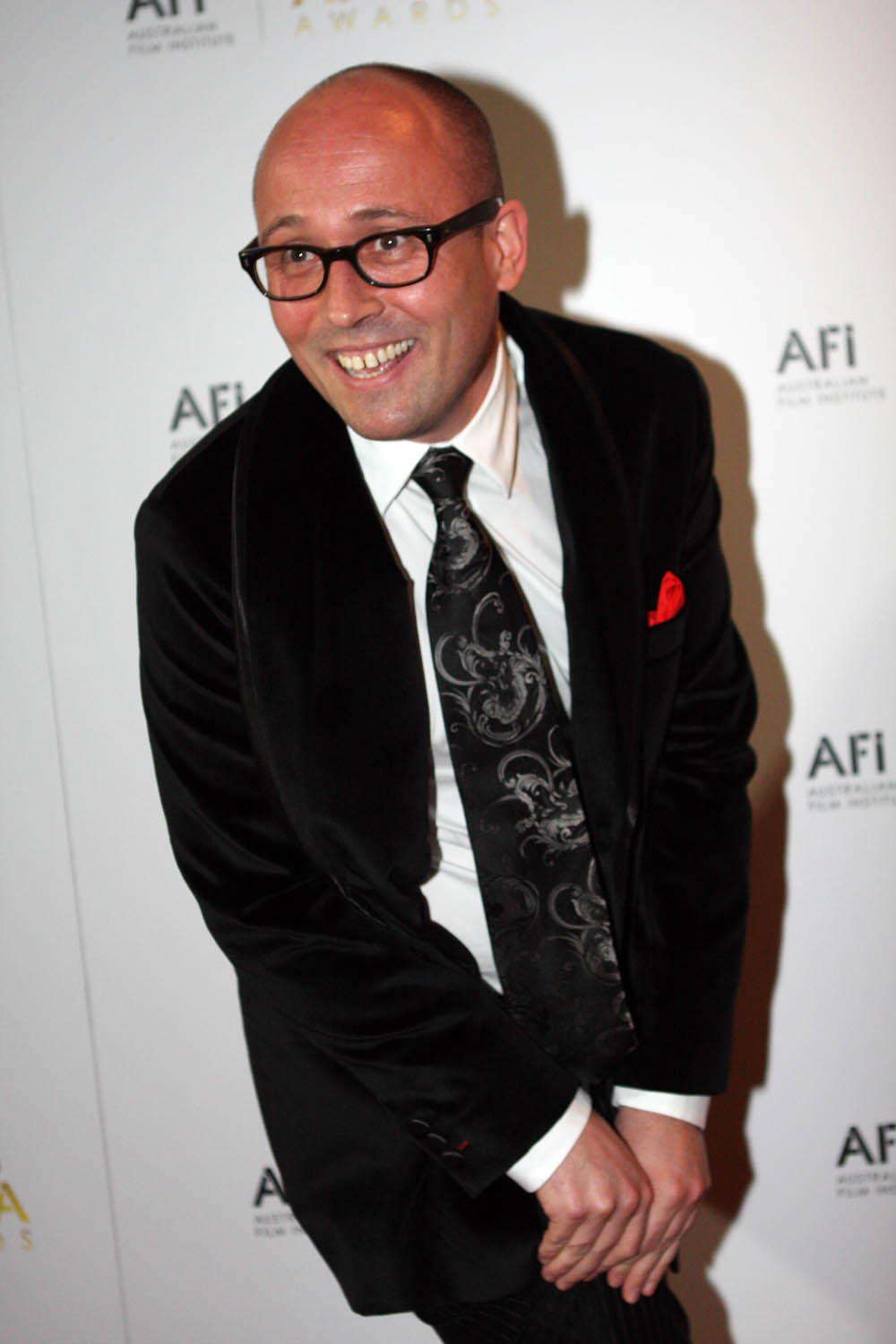
Adam Elliot (2012)

Adam Benjamin Elliot (* 2. Januar 1972 in Berwick) ist ein australischer Animator, Regisseur und Drehbuchautor. Für seinen animierten Kurzfilm Harvie Krumpet gewann er 2004 einen Oscar. Seine Kurzfilme wurden bis heute mehr als 600 Mal bei Filmfestivals auf der ganzen Welt aufgeführt.

## Leben
Elliot wuchs auf einer Garnelenfarm im australischen Outback auf. Nachdem die Farm pleitegegangen war, zog die Familie nach Melbourne. Fünf Jahre lang bemalte Elliot T-Shirts in einem Einkaufszentrum in St Kilda. 1996 machte er einen Abschluss in Animation am Victorian College of the Arts. Während seiner Studienzeit entstand der sechsminütige Kurzfilm Uncle, für den er Preise bei den Australian Film Institute Awards und bei mehreren Filmfestivals gewinnen konnte.
Die Filme Cousin und Brother, die 1999 und 2000 entstanden, vervollständigten die Trilogie und gewannen ebenfalls zahlreiche Preise bei den AFI Awards und verschiedenen australischen und internationalen Filmfestivals.
2003 wurde nach einjähriger Arbeit der 23-minütige Kurzfilm Harvie Krumpet vorgestellt. Der in Knettechnik und ohne Computeranimation entstandene Film wurde bei der Oscarverleihung 2004 in der Kategorie Bester animierter Kurzfilm prämiert. Bei mehr als 40 Kurz- und Animationsfilmfestivals weltweit wurde Elliot für den Film ausgezeichnet, dazu gehörten u. a. das Sundance Film Festival und drei Ehrungen beim Festival d’Animation Annecy.
Der Film Mary & Max – oder: Schrumpfen Schafe, wenn es regnet? war der erste Spielfilm von Adam Elliot. Im Januar 2009 feierte er auf dem Sundance Film Festival Premiere. Für die Produktion des Films, der in Stop-Motion-Technik gedreht wurde, waren fünf Jahre Arbeitszeit und ein Budget von mehr als 6 Millionen Euro erforderlich. Auch für diesen Film, bei dem u. a. Philip Seymour Hoffman und Toni Collette die Synchronisation übernahmen, gewann Elliot wieder eine Vielzahl an Preisen, unter anderem als bester Langfilm im Wettbewerb AniMovie beim Trickfilmfestival Stuttgart 2009. Neben erneuten Auszeichnungen in Annecy und durch das AFI auch ein Preis für die beste Regie bei den Australian Directors Guild Awards.
2015 veröffentlichte Elliot den Kurzfilm Ernie Biscuit, für den bei den AACTA Awards i Dezember 2015 die Auszeichnung in der Kategorie Bester animierter Kurzfilm erhielt. 2024 folgte der Stop-Motion-Animationsfilm Memoir of a Snail, der 2024 auf dem Festival d’Animation Annecy als Bester Langfilm ausgezeichnet wurde.

## Filmografie
- 1996: Uncle
- 1999: Mein Cousin (Cousin)
- 2000: Mein Bruder (Brother)
- 2003: Harvie Krumpet
- 2009: Mary & Max – oder: Schrumpfen Schafe, wenn es regnet? (Mary & Max)
- 2015: Ernie Biscuit (Kurzfilm)
- 2024: Memoir of a Snail